# برند فرانکه
برند فرانکه (به آلمانی: Bernd Franke) بازیکن فوتبال و دروازه‌بان اهل آلمان است که از سال ۱۹۷۳ میلادی عضو تیم ملی فوتبال آلمان بوده‌است. وی در ۷ بازی ملی حضور داشته است و آخرین بازی ملی خود را در سال ۱۹۸۲ میلادی انجام داد. برند فرانکه در بازی‌های ملی‌اش گلی به ثمر نرساند.